# Wanquetin
Wanquetin ist eine französische Gemeinde mit 737 Einwohnern (Stand 1. Januar 2022) im Arrondissement Arras des Départements Pas-de-Calais. Sie liegt im Kanton Avesnes-le-Comte und ist Mitglied des Kommunalverbandes Campagnes de l’Artois.
| Lattre-Saint-Quentin    | Noyellette, Habarcq | Montenescourt                  |
| Hauteville              | Kompass             | Warlus                         |
| Fosseux, Gouy-en-Artois | Monchiet            | Simencourt, Beaumetz-lès-Loges |

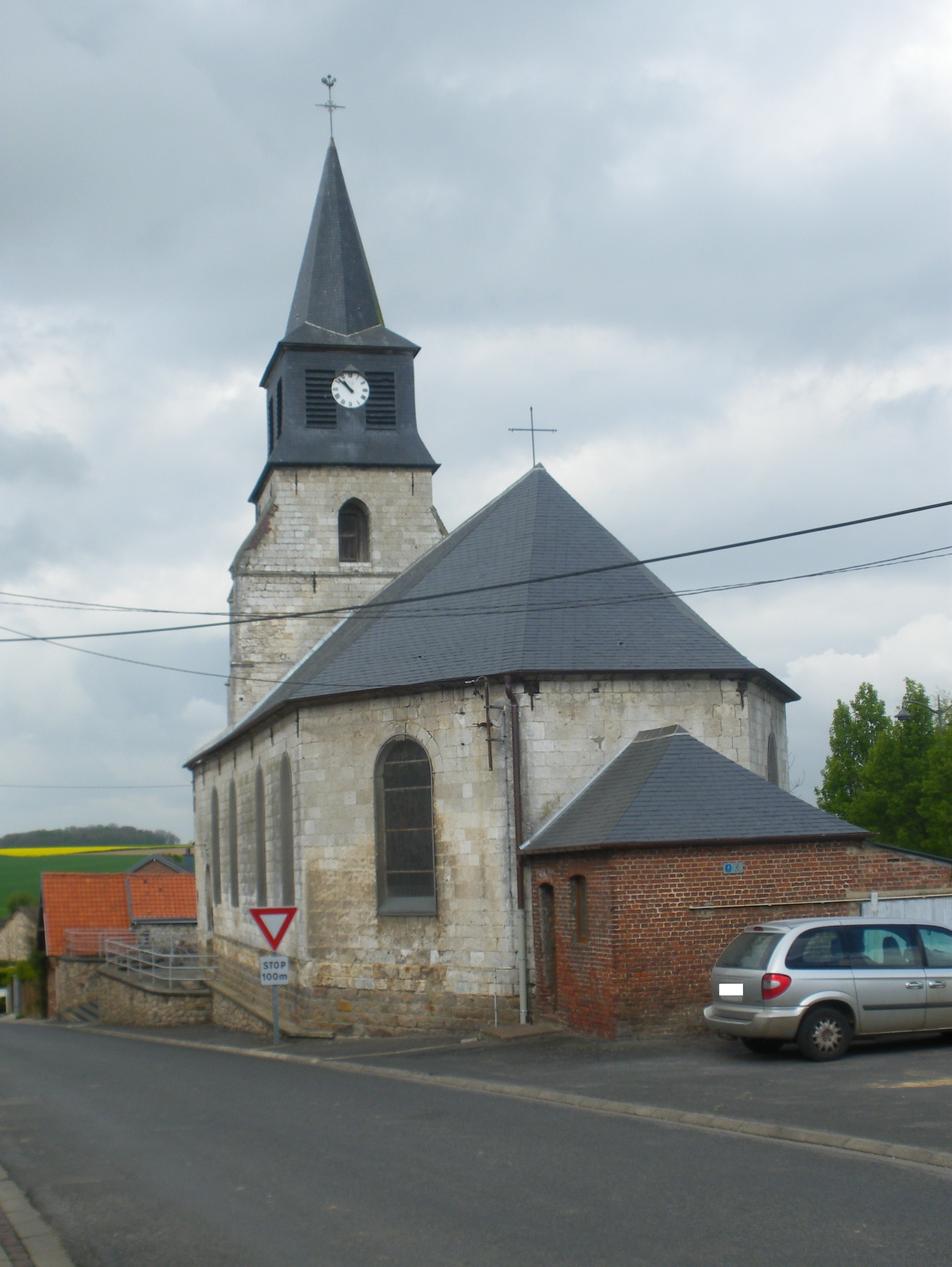
Kirche Saint-Martin
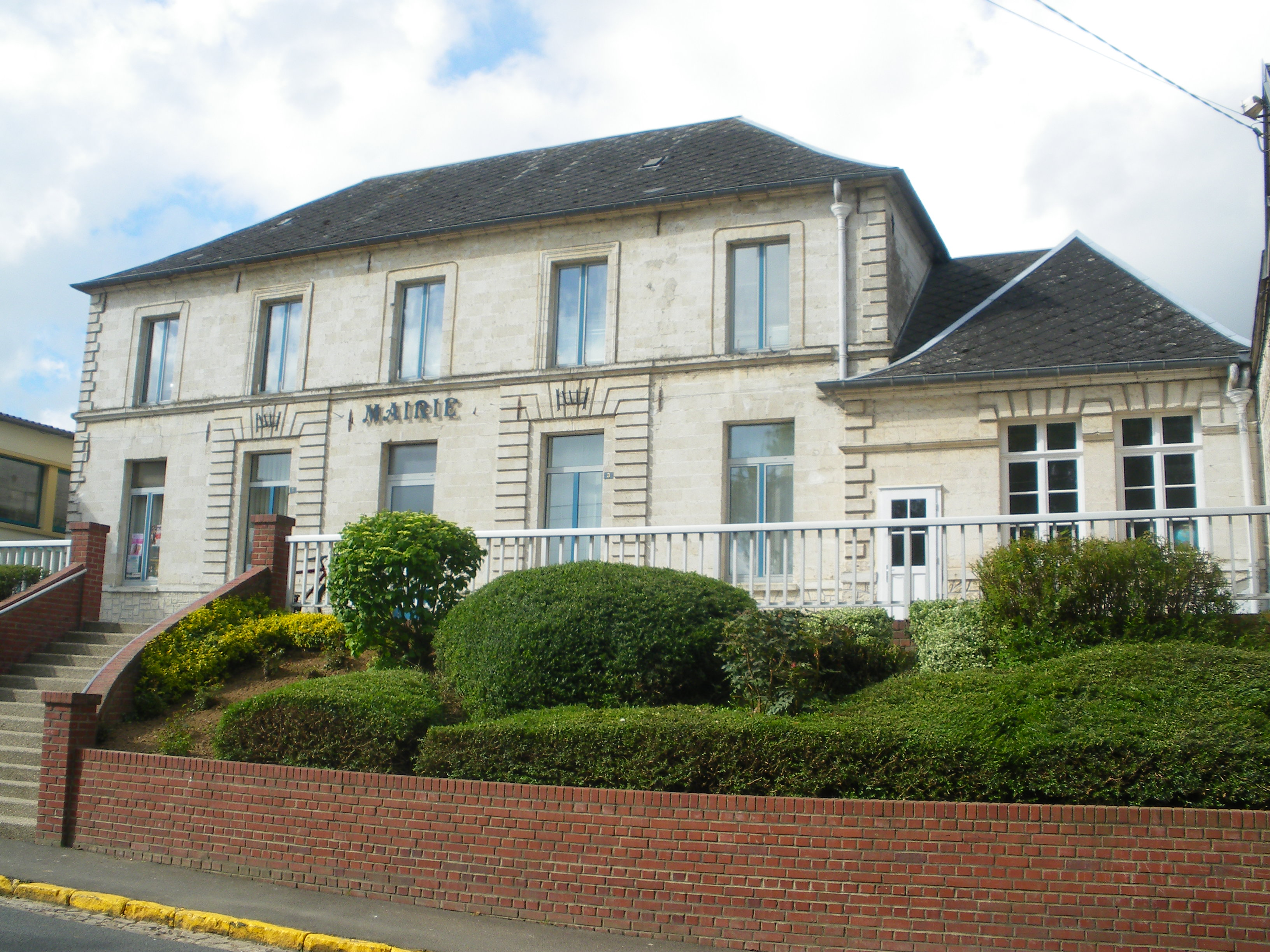
Rathaus

## Persönlichkeiten
- Louis Mexandeau (1931–2023), Politiker, Mitglied der Nationalversammlung und Minister